# 행퀸 해드쿼터스 타워
행퀸 해드쿼터스 타워는 중국 주하이에 보류중인 마천루이다.